# 六分儀座A
六分儀座 A是一個在六分儀座的不規則矮星系，屬於本星系團的成員之一，距離地球有四百萬光年之遠，而且有5000光年的直徑。